# Unione reale
Una unione reale è l'unione di due o più stati che però condividono tra loro alcune istituzioni per contrasto all'unione personale; essi ad ogni modo non possono definirsi stati unificati in unione politica. Tale forma di governo era solitamente limitata alle monarchie.
A differenza delle unioni personali, le unioni reali portavano quasi esclusivamente ad una riduzione della sovranità statale a svantaggio dello stato più debole dei due coinvolti. Furono questi i casi di Lituania, Scozia e Norvegia che passarono sotto l'influenza dei più forti vicini Polonia, Inghilterra e Danimarca rispettivamente, coi quali precedentemente erano in unione personale. L'esempio più significativo in questo senso è il Regno d'Ungheria che raggiunse il medesimo status dell'Austria (che esercitava il controllo sulle terre della corona della "Cisleitania") nell'Austria-Ungheria dopo il Compromesso austro-ungarico del 1867. Talvolta, ad ogni modo, l'unione reale poteva pervenire dopo un periodo di unione politica.
Alcuni esempi storici:
- Danimarca-Norvegia (1536–1814)
- Svezia-Norvegia (1814-1905)
La Svezia-Norvegia, unione reale dei regni di Svezia e Norvegia, perdurò dal 1814 al 1905. I due stati avevano in comune il capo di stato e un ministero. Il capo di stato portava il titolo di "re di Svezia e Norvegia". Il ministero comune era quello degli affari esteri.
- Danimarca-Islanda (1918-1944)
L'unione tra Danimarca ed Islanda perdurò dal 1918 al 1944. I due stati avevano in comune il capo di stato ed una delegazione speciale composta dai rappresentanti dei due paesi che erano incaricati di gestire gli interessi in comune tra le due entità statali.
- Polonia-Lituania (1569–1795)
La Polonia-Lituania, o Repubblica delle due nazioni, fu l'unione reale del Regno di Polonia e del Granducato di Lituania, notevole per la sua lunga durata: creata col trattato d'unione siglato a Lublino il 1 luglio 1569, perdurò sino alla fine del XVIII secolo. I due stati avevano in comune il capo di stato ed una dieta di governo. Il capo di stato portava il titolo di "re di Polonia e granduca di Lituania" e presiedeva l'assemblea elettorale della nobiltà dei due paesi. La dieta bicamerale comune era composta di un senato e di una camera dei deputati. La maggior parte degli autori considera la data della fine dell'unione all'entrata in vigore della costituzione il 3 maggio 1791 che andò a sostituirsi allo stato unitario. Questa interpretazione ad ogni modo resta ancora oggi largamente discussa dal momento che de facto l'abdicazione di Stanislao II Augusto al trono di entrambi gli stati avvenne solo il 25 novembre 1795 con la terza spartizione della Polonia.
- Sassonia-Varsavia (1807-1813)
Il granducato di Varsavia, creato nel 1807 dal Trattato di Tilsit, venne considerato in unione reale col Regno di Sassonia sino alla fine dell'epopea napoleonica.
- Reame del Commonwealth prima dell'adozione dello Statuto di Westminster
- Polonia e Russia (1832–1867):
Lo Statuto Organico rimpiazzò la Costituzione del 1815 dopo la fallita Rivolta di novembre.
- Austria-Ungheria (1867–1918)
L'Austria-Ungheria perdurò in unione reale dal 1867 al 1918 tra l'Impero austriaco ed il Regno d'Ungheria. I due stati avevano in comune il loro capo di stato, tre ministeri ed un organo di controllo. Il capo di stato portava il titolo di "imperatore d'Austria e re d'Ungheria". I tre ministeri comuni erano quello degli affari esteri, della guerra e delle finanze. L'organo di controllo comune, chiamato "delegazioni", era composto da delegati dei parlamenti dei rispettivi due paesi. L'unione reale venne completata nel 1907 da un'unione doganale.
- Finlandia e Russia (1809–1917):
L'impero russo non ha mai riconosciuto la Finlandia come uno stato di diritto. Ad ogni modo, la Finlandia fu per gran parte della sua storia governata in accordo con una costituzione semi-ufficiale locale che divenne una norma approvata dall'èlite finlandese e spinse a considerare sempre più la Finlandia come una monarchia costituzionale separata in unione reale con la Russia. Prima del 1910 non vi erano codificazioni alle relazioni tra Finlandia e Russia nella legge russa, pertanto il senato finlandese e la dieta finlandese passarono entrambi un atto col quale dichiararono la Finlandia uno stato separato da quello russo, pur ritenendola una parte indivisibile dell'Impero russo sulla base di una "serie di leggi speciali". Dopo la Rivoluzione di febbraio del marzo del 1917, il Governo Provvisorio Russo ricusò tutte le restrizioni imposte sull'autonomia finlandese dal febbraio del 1899. Durante il 1917, i politici finlandesi chiesero nuovi riconoscimenti per la Finlandia da parte della Russia e tornarono a chiedere una vera e propria costituzione indipendente. I socialdemocratici approvarono l' "Atto di Potere" nel luglio del 1917, che de facto inaugurò l'unione reale tra i due stati ma il governo provvisorio, dopo essere sopravvissuto al tentativo di colpo di stato bolscevico di quello stesso anno, decise di sciogliere il parlamento. Nell'autunno del 1917, in Finlandia venne creata una costituzione per redigere una nuova costituzione. Questa volta il governo provvisorio russo, indebolito ulteriormente, riconobbe la Finlandia come uno stato di diritto, ma le impose di mantenere l'unione con la Russia ed alcune prerogative speciali. Dopo la Rivoluzione d'ottobre, la maggioranza dei partiti non socialisti finlandesi decisero di tagliare tutti i legami col nuovo governo bolscevico ed il parlamento finlandese approvò nuovamente l'Atto di Potere nel novembre di quello stesso anno, dichiarando a tutti gli effetti la sovranità finlandese sul proprio stato. La Finlandia venne dichiarata una repubblica indipendente ufficialmente il 6 dicembre 1917.